# Tolerantie (immunologie)
Immunologische tolerantie is het geheel aan mechanismen dat ervoor zorgt dat het immuunsysteem niet in actie komt tegen bepaalde antigenen, zoals de lichaamseigen bestanddelen. Immunologische tolerantie wordt onderverdeeld in centrale tolerantie en perifere tolerantie, afhankelijk van waar deze oorspronkelijk wordt geïnduceerd: in de thymus en het beenmerg (centraal) of in andere weefsels en lymfeklieren (perifeer). Centrale tolerantie zorgt ervoor dat het immuunsysteem onderscheid leert maken tussen lichaamseigen en lichaamsvreemd. Perifere tolerantie is van belang om een overmatige afweerreactie te voorkomen tegen onschuldige omgevingsinvloeden, zoals allergenen of darmbacteriën.
Tolerantie is essentieel voor de normale fysiologie. Wanneer tolerantiemechanismen falen of doorbroken worden, en er cytotoxische T-cellen of antilichamen gemaakt worden tegen de eigen lichaamscellen, spreekt men van auto-immuniteit. Auto-immuunziekten zoals SLE, multipele sclerose of diabetes type 1, en steriele ontstekingsziekten zoals reumatoïde artritis, kunnen hiervan het gevolg zijn. Dankzij immuuntolerantie is het ook mogelijk dat de foetus niet wordt afgestoten door het afweersysteem van de moeder tijdens de zwangerschap.

## Geschiedenis
Het concept van immunologische tolerantie werd uitgewerkt door de Australische virologen Frank Macfarlane Burnet en Frank Fenner. Zij ontwikkelen in de jaren 1950 de theorie dat zelf-reactieve lymfocyten werden weggeselecteerd, een proces dat nu bekendstaat als klonale deletie. Burnet en Medawar werden uiteindelijk erkend voor hun "ontdekking van verworven immuuntolerantie" en ontvingen hiervoor de Nobelprijs voor Fysiologie of Geneeskunde in 1960. In hun Nobellezing definieerden zij immuuntolerantie als "een toestand van niet-reactiviteit tegen van een stof waarvan normaal gesproken wordt verwacht dat deze een immunologische reactie opwekt".